# Lilak pospolity

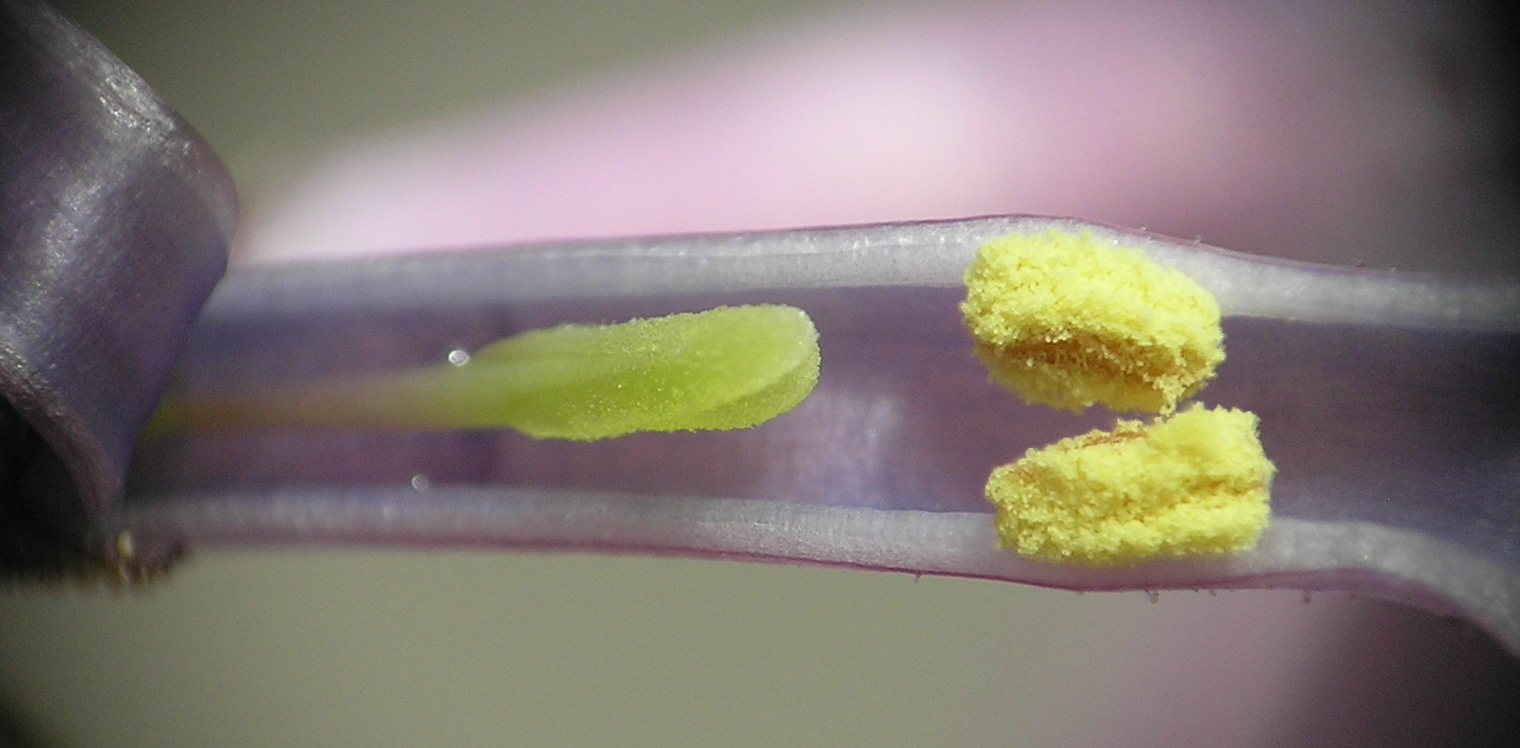
Przekrój rurki kwiatowej. Widoczne pylniki i rozwidlone znamię słupka

Lilak pospolity (Syringa vulgaris L.) – gatunek rośliny z rodziny oliwkowatych. Pochodzi z rejonów Półwyspu Bałkańskiego. Jest powszechnie uprawiany w wielu krajach świata. Stał się szerzej znany w Europie w XVI wieku, kiedy został sprowadzony z Imperium Osmańskiego. W Polsce jest pospolicie uprawiany, dość często dziczeje.

## Morfologia
PokrójSzeroko rozgałęziony krzew o wysokości do 7 m.
LiścieSzerokojajowate, o długości ok. 12 cm, obustronnie nagie, ciemnozielone.
KwiatyNiebieskawofioletowe, przyjemnie pachnące, zebrane w wiechy o długości ok. 15 cm (u odmian szlachetnych jeszcze dłuższe).

## Biologia i ekologia
Kwitnie w maju. Preferuje miejsca nasłonecznione, ale może rosnąć także w cieniu.

## Zastosowanie
Roślina ozdobna. Pospolicie uprawiany krzew w parkach, przydomowych ogródkach, na skwerach. Bez szkody dla rośliny kwiatostany mogą być obcinane na kwiaty cięte, które w wodzie dość długo zachowują świeżość i przyjemny zapach. Nie ma specjalnych wymagań co do gleby. Dużą zaletą jest fakt, że może rosnąć w cieniu. Pewną uciążliwością jest konieczność systematycznego usuwania stale pojawiających się odrostów korzeniowych.
Roślina nektarodajna, ale nektar jest niedostępny dla pszczół ze względu na zbyt długą rurkę korony.

## Zmienność

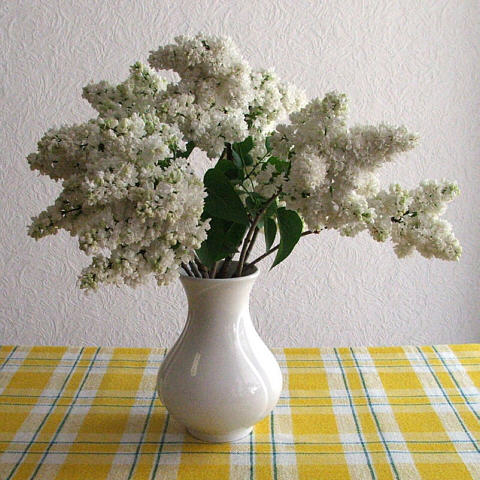
Pachnące i obfite kwiatostany są częstą ozdobą stołów.

Początkowo sadzono tylko formę typową o drobnych pojedynczych kwiatach, ale już wkrótce pojawiły się w uprawie odmiany szlachetne: białokwiatowy (1613), pełnokwiatowy biały (1823) i pełnokwiatowy purpurowy (1846).
Do połowy XIX wieku znano zaledwie 25 takich odmian. Od 1875 ich uprawą zajął się francuski ogrodnik V. Lemoine z Nancy. Otrzymał ponad 200 odmian. Obecnie uprawia się wyłącznie sztucznie wyhodowane kultywary. Znanych jest ich ok. 1000.

## Nazewnictwo
Polska tradycyjna, ale błędna, nazwa rośliny (bez lilak) sugeruje jej pokrewieństwo z rodzajem bez (Sambucus). Tymczasem lilak i bez należą do zupełnie innych rodzin. Lilak do oliwkowatych (wraz z ligustrem), a bez do piżmaczkowatych. Ponieważ lilak został sprowadzony z Imperium Osmańskiego, przez wiele lat przypuszczano, że jego ojczyzną jest Azja zachodnia, dlatego nazywano go lilakiem tureckim.